# Françoise Leclerc
Pour les articles homonymes, voir Leclerc, Françoise Leclerc (marchande), Françoise Leclercq et François Leclercq.
Œuvres principales
Forclos, La Ville te guette au coin du bois, Merci l'Afrique !, L'enfant du Saalum
Françoise Leclerc est une écrivaine et poète française, d'expression française, née à Bordeaux le 12 février 1935 et vivant à Paris. Elle a passé une bonne partie de sa jeunesse en Afrique, à Madagascar et au Sénégal.
Son premier roman, remarqué par Maurice Nadeau sous le titre "Si-moussa" (cf lettre ci-dessous), fut publié chez Flammarion en tant que "Forclos", dans la collection « Textes ». Françoise Leclerc a publié des recueils de poésie : La Ville te guette au coin du bois et Loup, pourquoi te caches-tu ?, aux éditions Le Temps des cerises. Elle a également régulièrement collaboré à la revue Commune.
Jean-Luc Despax, ancien Président du PEN Club français et poète, a ainsi commenté son œuvre La Ville te guette au coin du bois : « Les poèmes de Françoise Leclerc sont de sauvages allégories, humour noir dans les deux sens de l'expression, et dans la conviction probable que l'oralité, celle du quidam d'Arcueil comme du griot sénégélais entretiennent des formes de sagesse et de refus de baisser les bras ». Et Jean-Pierre Siméon d'ajouter : « Une écriture insolite et libre de tout modèle. Merci pour cette surprise ».  
Jean-Claude Perrier, journaliste au Figaro, écrivait à propos de son roman Forclos : « Le roman Forclos de la poétesse Françoise Leclerc est bref, dense, et surtout dérangeant ».

### Ouvrages personnels

#### Roman
- Forclos (roman), Flammarion, coll. « Textes », 1986, 135 p. (ISBN 978-2-08-064964-5)
- L'enfant du Saalum : roman, Paris, L'Harmattan, coll. "Rue des Ecoles", avril 2019, 211 p. (ISBN 978-2-343-14757-4, lire en ligne)

#### Poésie
- La Ville te guette au coin du bois (poésie), Le Temps des cerises, 2004, 152 p. (ISBN 978-2-84109-509-4)
- Loup, pourquoi te caches-tu ? (idem[pas clair]), Pantin, le Temps des cerises, 2007, 231 p. (ISBN 978-2-84109-667-1)
- Claude Adelen (dir.), La Poésie est dans la rue (poésie, ouvrage collectif), Pantin, Le Temps des cerises, 2008, 254 p. (ISBN 978-2-84109-733-3)
- Voyage en Terre Sainte, Andas, 2011
- Le Tombeau Sakalave, L'Harmattan, 2013
- Merci l'Afrique ! (poésie), Paris, L'Harmattan, 2009, 61 p. (ISBN 978-2-296-09212-9, lire en ligne)
- Les claque-dents, Paris, L'Harmattan, février 2022 (ISBN 2343256713, lire en ligne)
- Chiffounette et autres fabulettes, Paris, L'Harmattan, novembre 2022, 70 p. (ISBN 9782140314612, lire en ligne)

#### Psycho-sociologie
- Des possibles utilisations des tests de dessins sur des populations nord-africaines illettrées, École des Psychologues Praticiens, 1959

### Ouvrages collectifs
- La Revue Commune, articles :
  - « Savoir, Culture et Société », La Revue Commune, no 55 « Toutes les raisons de tuer Jaurès »,‎ 10 septembre 2009 (ISBN 9782841098064)
  - Phénoménologie du sacré selon Husserl, n°52
  - L'enfer et l'autre, Sartres, n°60
  - Vieillir pourquoi, n°59
  - La Bataille de Lutèce, n°63
  - Les Mésaventures de Titus Ménestrius, n°62
  - Peau noire et blanchiment : un commerce florissant, interview de Yann Brossat par Françoise Leclerc et M. Houssin
- La Charte, Fédération Nationale des Anciens combattants, article :
  - La Bataille de Lutèce, n°63
- Le PEN Club français, poèmes : 
  - Pleurez doux alcyllons, n°4
  - Liberté de créer, liberté de crier, février 2014
- Ethiopiques, texte poétique :
  - Siné Saalum, n°17
- Action Poétique d'Henri Deluy, n°89 et 90, poème
- Festival la voix des mots du Temps des cerises, poèmes:
  - Nous la multitude, 2013
- Zone sensible (biennale internationale des poètes du Val-de-Marne), poèmes: 
  - Que faire de nos héritages ? n°3
- Vagabondages (1990), poèmes: 
  - Steamers et express, n°79
- Sorcières, poème:
  - Les femmes vivent, n°21 (1981)

## Distinction
- Prix du ministre d'État chargé des Affaires culturelles[3].
- Lauréate du concours 2001 de la RATP Des Rimes et des Rames.[réf. nécessaire]
- Médaille de la Ville de Verdun le 4 avril 2007.
- Organisatrice et coordinatrice de la section Poétique du Festival Losserand en 2014 et 2015.[réf. nécessaire]
- Lauréate du Prix Arthur Rimbaud 2020

## Activités littéraires
- Membre du Comité de lecture des éditions Le Temps des Cerises (section poésie)

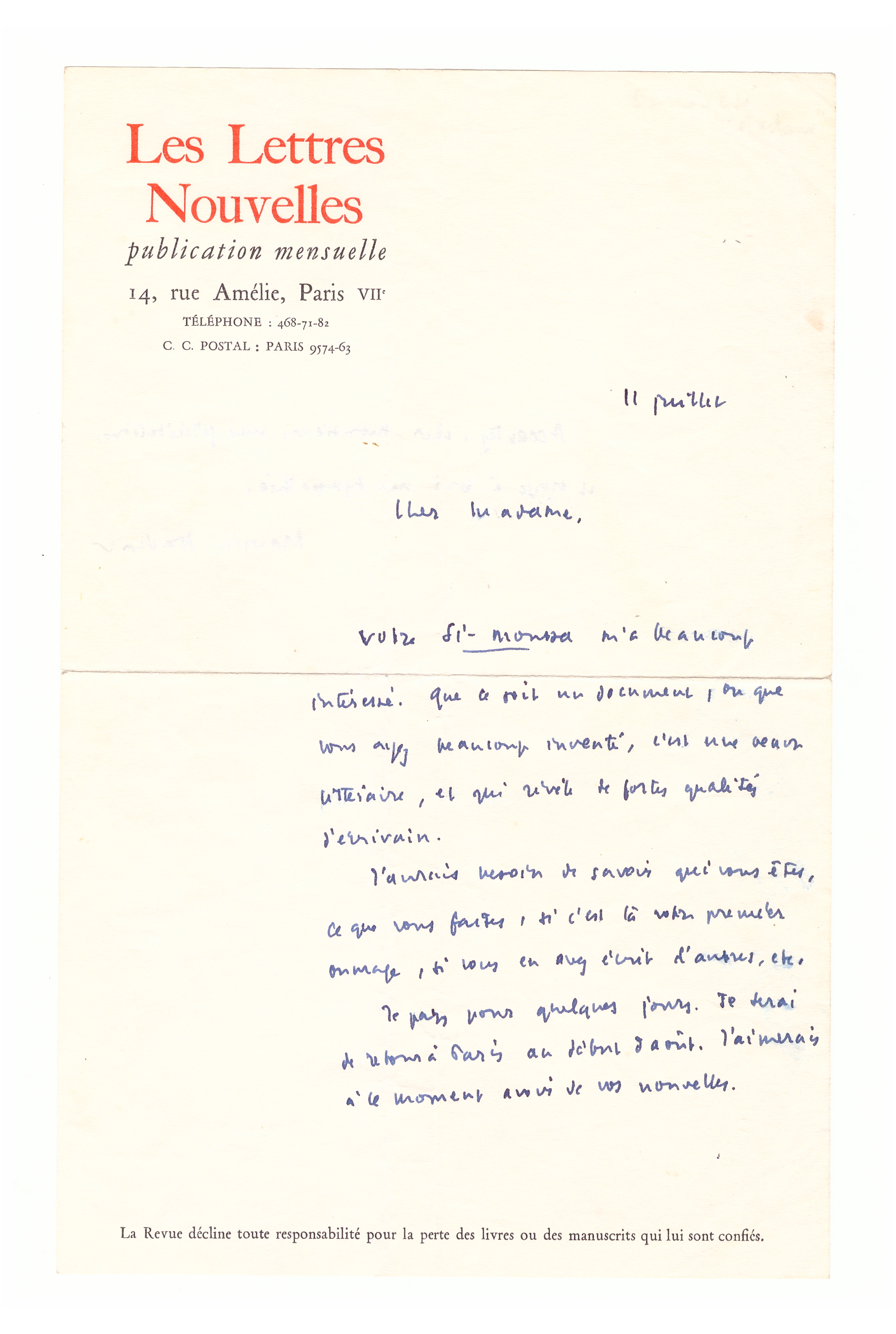
Lettre témoignant de l'intérêt de Maurice Nadeau pour le roman Forclos (titré provisoirement "Si-moussa" avant parution) de Françoise Leclerc

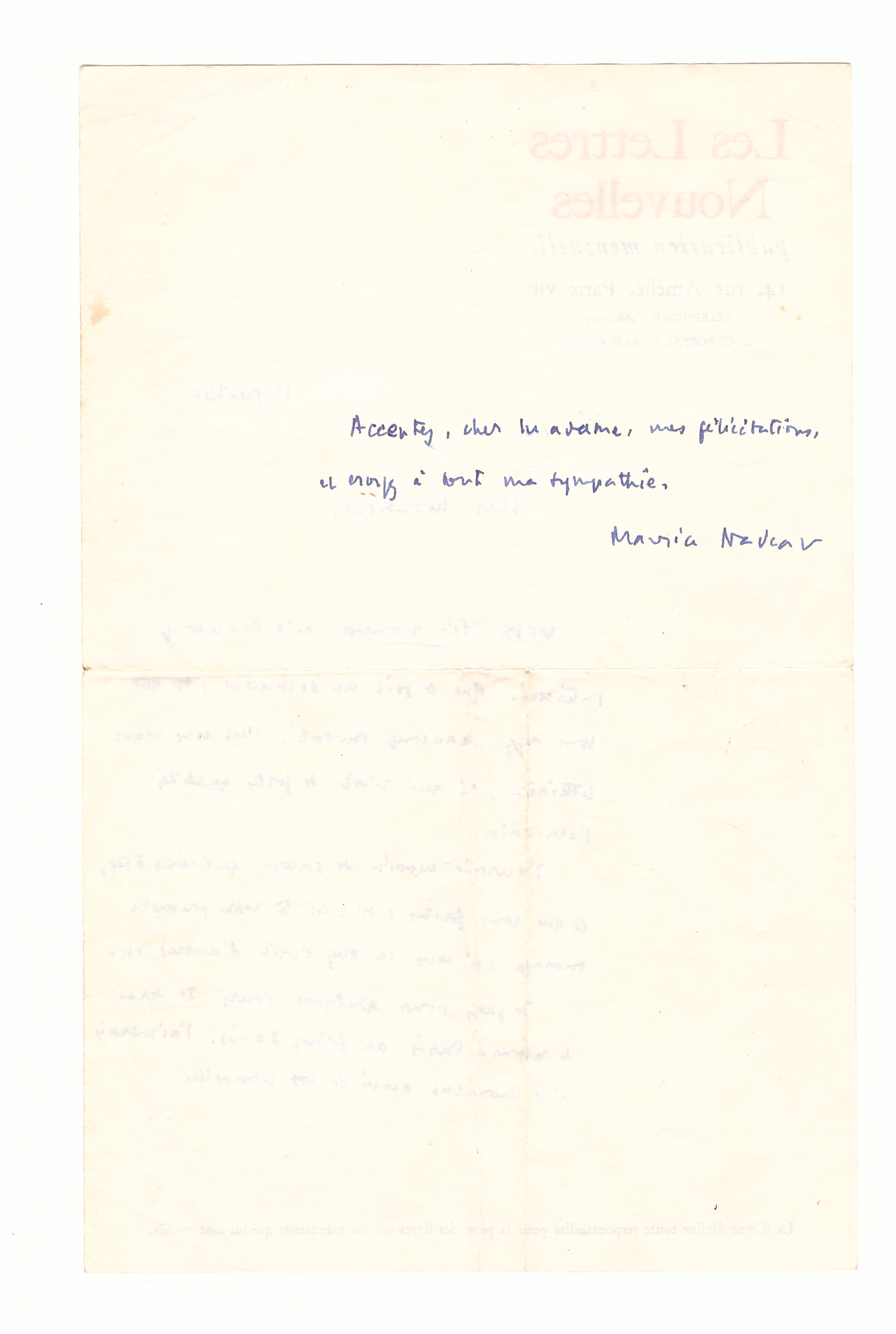
Signature de la lettre de Maurice Nadeau à Françoise Leclerc

- Collaboratrice à la Revue Commune